# إدوارد والد
إدوارد والد هو نقابي وسياسي ألماني، ولد في 10 مارس 1905 في كيل في ألمانيا، وتوفي في 5 نوفمبر 1978 في ديسين أم أميرسيه في ألمانيا. نشط حزبياً في الحزب الشيوعي في ألمانيا والحزب الديمقراطي الاجتماعي الألماني.